# Hyposidra lutosaria
Hyposidra lutosaria är en fjärilsart som beskrevs av Arnold Pagenstecher 1885. Hyposidra lutosaria ingår i släktet Hyposidra och familjen mätare. Inga underarter finns listade i Catalogue of Life.